# Stigmella kondarai
Stigmella kondarai là một loài bướm đêm thuộc họ Nepticulidae. Loài này có ở Tadzhikistan.
Ấu trùng ăn Salix species.